# Сэмюэл, Эдвин Герберт, 2-й виконт Сэмюэл
Эдвин Герберт Сэмюэл, 2-й виконт Сэмюэл (англ. Edwin Herbert Samuel, 2nd Viscount Samuel; 11 сентября 1898 — 14 ноября 1978) — британский пэр.

## Биография

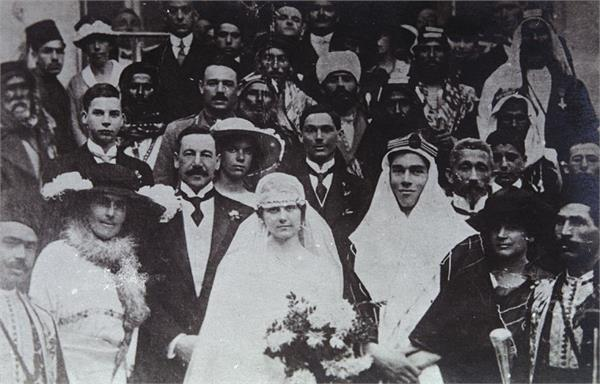
Свадьба Эдвина Сэмюэла и Хадассы Гур в 1920 году

Родился 11 сентября 1898 года. Старший сын Герберта Сэмюэла, 1-го виконта Сэмюэла (1870—1963), первого верховного комиссара Палестины, и Беатрис Франклин (1871—1959), дочери банкира Эллиса Авраама Франклина. Сэмюэл получил образование в Вестминстерской школе и Баллиол-колледже Оксфорда (в 1920 году получил степень бакалавра искусств).
Весной 1917 года он поступил на службу в Королевскую артиллерию и был направлен в Египетский экспедиционный корпус. Он также служил в Еврейском легионе. После Первой мировой войны он стал работать в правительстве Подмандатной Палестины , и был последним директором Палестинской радиовещательной службы в эпоху мандата.
Будучи виконтом, он служил пэром в Палате лордов Великобритании. Одним из его значимых деяний была отмена закона, запрещавшего брак между женщиной и её шурином. Его явным намерением было позволить мужчине выполнить свою обязанность в соответствии с иудейским библейским законом левирата, как описано в Книге Второзакония, согласно которому брат мужчины, который умирает бездетным, должен жениться на вдове.
Он также получил образование в Колумбийском университете, Манхэттен, Нью-Йорк, США. Он был старшим преподавателем британских институтов в 1954—1969 годах в Еврейском университете, Иерусалим, Израиль.
Лорд Сэмюэл был инициатором проекта «Менора для Кнессета», который в конечном итоге привел к созданию огромного бронзового канделябра, подаренного британским парламентом Государству Израиль в 1956 году.

## Личная жизнь
6 декабря 1920 года Эдвин Герберт Сэмюэл женился на Хадассе Гур (? — 1986), дочери Джуды Гура. У супругов было двое детей:
- Дэвид Герберт Сэмюэл, 3-й виконт Сэмюэл (8 июля 1922 — 7 октября 2014), старший сын и преемник отца.
- Дэн Джуда Сэмюэл, 4-й виконт Сэмюэл (25 марта 1925 — 7 ноября 2014).

Эдвин Сэмюэл скончался 14 ноября 1978 года в возрасте 80 лет.